# Joseph Gmelch
Joseph Gmelch auch Josef Gmelch (* 22. April 1881 in Mühlhausen (Oberpfalz); † 17. März 1945 in Eichstätt) war ein deutscher römisch-katholischer Geistlicher, Lehrer, Buchautor und Musikforscher.
Gmelch studierte in Eichstätt. 1906 empfing er die Priesterweihe. Anschließend war er als Seelsorger tätig. 1910 promovierte er bei Wagner in Freiburg mit „Die Vierteltonstufen im Meßtonale von Montpellier“ zum Dr. phil. 1922 wurde er Realschulreligionslehrer. 1923 wurde er an die Lehrerbildungsanstalt in Eichstätt berufen. 1933 wurde er als eines der führenden Mitglieder der Bayerischen Volkspartei gemeinsam mit Georg Wohlmuth und sechs weiteren Stadträten in Schutzhaft genommen. 1934 wurde er vorzeitig pensioniert.

## Werke (Auswahl)
- 1905: Ausgewählte Predigten und Reden
- 1911: Die Vierteltonstufen im Meßtonale von Montpellier
- 1912: Ein vierstimmiger Hymnus auf den heiligen Willibald aus dem Jahre 1517
- 1912: Neue Aktenstücke zur Geschichte der Regensburger Medizäa (Digitalisat)
- 1913: Die Kompositionen der heil. Hildegard
- 1913: Der Lehrer im Lichte des Christentums
- 1914: Die Musikgeschichte Eichstätts[4]
- 1914: Ein Katechismusentwurf für die Kleinen aus dem Jahre 1851
- 1914: Pädagogische Goldkörner besonders für Lehrerkreise
- 1915: Von unseren Toten
- 1917: Heilige Flammen
- 1925: Vom Geheimnis des Lebens
- 1926: Ausgewählte Predigten und Reden
- 1926: Unbekannte Reimgebetkompositionen aus Rebdorfer Handschriften
- 1927: Kraft und Friede
- 1928: Aloisiuspredigten
- 1928/1935: Passionsbilder im Lichte der Gegenwart
- 1929: Der Unsichtbare. Fastenpredigten über den lebendigen Gott, gehalten im Dom zu Eichstätt
- 1930: Der Heiland der Armen
- 1930: Unsere Vornamen
- 1930: Der Anfang und das Ende. Christuspredigten gehalten im Dom zu Eichstätt
- 1931: Kraft und Friede
- 1934: Seelenbrot
- 1938: Kreuzheilige[5]
- 1941/1942: Die Gesetzesanträge Konrad Henleins vom April 1937[6]